# Senat Rzeczypospolitej Polskiej

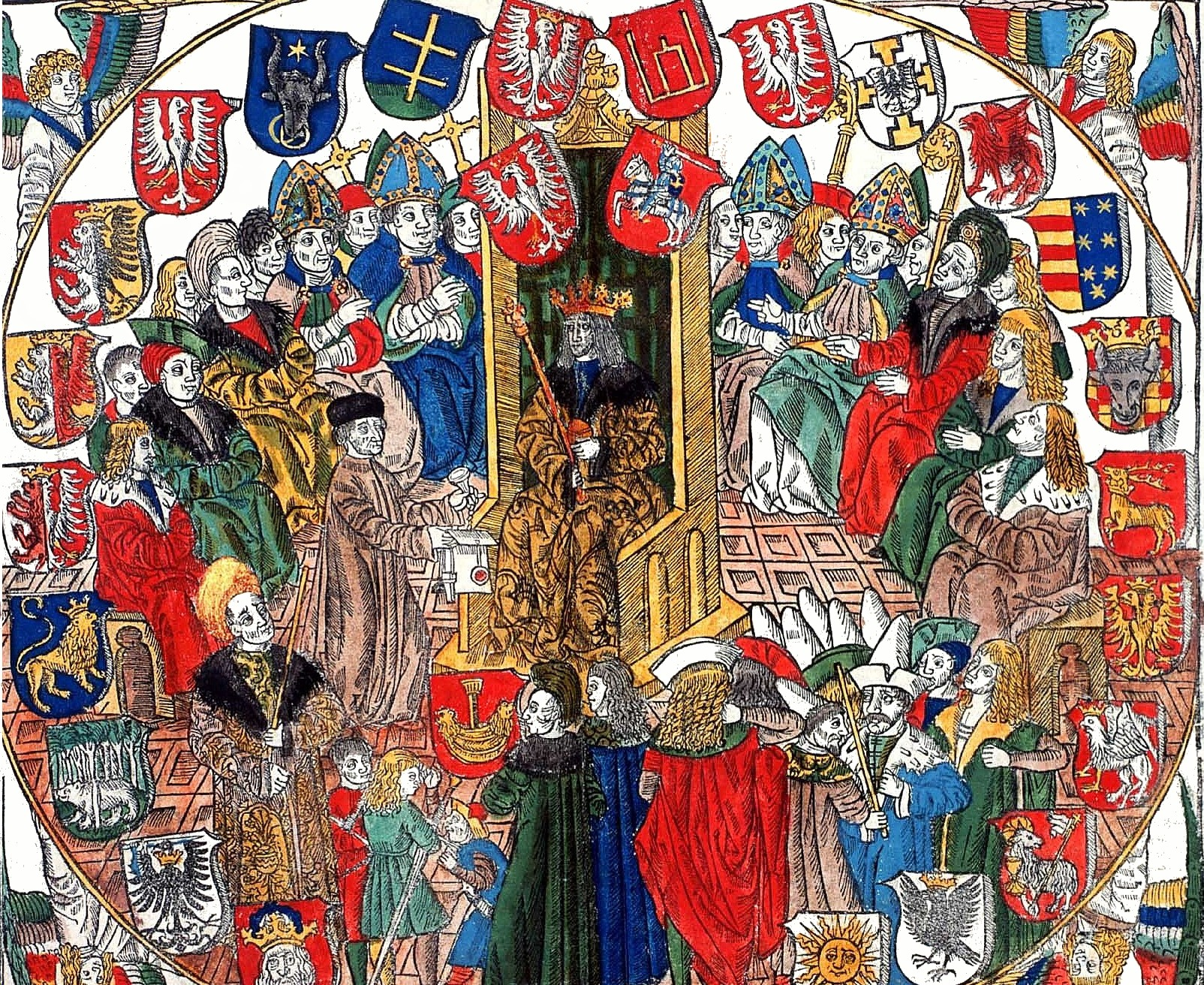
Król Aleksander Jagiellończyk w senacie, Statut Łaskiego

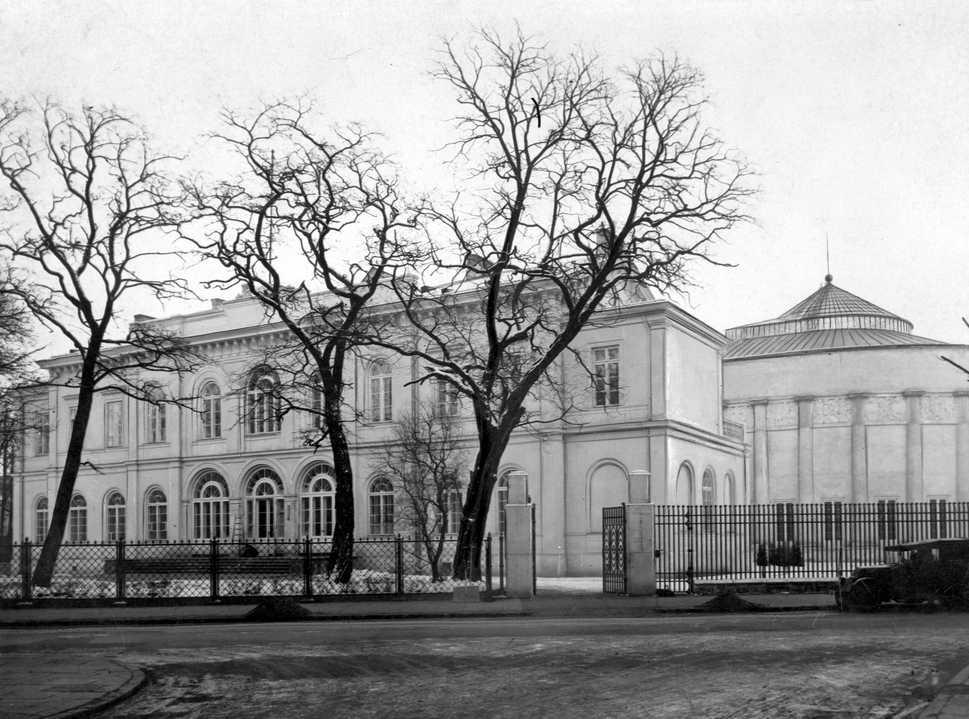
Gmach Senatu (z lewej) i Sejmu RP. Warszawa, ul. Wiejska 1930

Okręgi wyborcze w wyborach do Senatu obowiązujące od 2011 roku.

Senat Rzeczypospolitej Polskiej – organ władzy ustawodawczej, druga izba (tradycyjnie określana jako izba wyższa) parlamentu Rzeczypospolitej Polskiej. Składa się ze 100 członków (senatorów) wybieranych w wyborach powszechnych, bezpośrednich i tajnych, w jednomandatowych okręgach wyborczych (okręgi wyborcze do Senatu Rzeczypospolitej Polskiej), na czteroletnią kadencję, rozpoczynającą się i kończącą wraz z kadencją Sejmu (jeśli kadencja Sejmu zostanie skrócona, skróceniu ulega także kadencja Senatu). W przypadku wygaśnięcia mandatu Prezydent RP zarządza wybory uzupełniające.
Bierne prawo wyborcze w wyborach do Senatu RP uzyskuje się w wieku 30 lat, a czynne – od 18.

## Organy Senatu
Konstytucyjne organy Senatu to:
- Marszałek
- Komisje.

Organy wprowadzone przez regulamin Senatu:
- Prezydium Senatu
- Konwent Seniorów.

## Historia Senatu

### Senat w Królestwie Polskim
Senat RP wywodzi się z Rady królewskiej.
W I Rzeczypospolitej, od schyłku XV wieku, był wyższą izbą Sejmu. W skład Senatu I Rzeczypospolitej wchodzili biskupi katoliccy, oraz pochodzący z nominacji królewskiej wyżsi urzędnicy państwowi (wiryliści).

### Senat II Rzeczypospolitej
W II Rzeczypospolitej instytucja Senatu została (mimo sprzeciwów lewicy) przywrócona od roku 1921 w konstytucji marcowej; senatorowie byli wybierani w wyborach powszechnych – w sumie pięć razy aż do wybuchu wojny w 1939 r. Konstytucja kwietniowa z 1935 znacznie ograniczyła czynne prawo wyborcze do Senatu – przysługiwało ono niewiele ponad 100 tys. wyborców – oraz nadała Prezydentowi Rzeczypospolitej uprawnienia do mianowania jednej trzeciej senatorów.
Senat spełniał rolę izby korygującej projekty ustaw uchwalonych wcześniej przez izbę niższą – Sejm.

### Brak Senatu w PRL
W PRL, po II wojnie światowej, instytucja Senatu została zniesiona na podstawie wyników sfałszowanego referendum ludowego z 1946 r. Przez ponad 40 lat Sejm był jedyną izbą polskiego parlamentu, aż do wyborów, które odbyły się 4 czerwca 1989 r. Wybrano wówczas Senat I kadencji, głosowanie zakończyło się ogromnym sukcesem „Solidarności”, udało jej się wprowadzić aż 99 przedstawicieli do izby. Senat powstał na podstawie umów okrągłostołowych; ustalono, iż w każdym z województw wybieranych będzie po 2 senatorów (oprócz warszawskiego i katowickiego, w których wybierano po 3).

### Przywrócenie Senatu
Po przywróceniu Senatu w 1989 r., miejscem jego posiedzeń do maja 1991 r. była Sala Kolumnowa w Sejmie. Obecnie obrady odbywają się w sali posiedzeń w budynku Senatu mieszczącym się w kompleksie parlamentarnym tuż obok budynku Sejmu.
Uchwałą z 18 grudnia 2013 Senat RP zdecydował o ustanowieniu roku 2014 Rokiem Odrodzenia Senatu.

#### Kadencje Senatu w III RP
Kadencje Senatu w III RP:
| Kadencja | Czas trwania kadencji   | Rozkład miejsc | Skład |
| -------- | ----------------------- | -------------- | --- |
| I        | 18.06.1989 – 25.11.1991 |                | - Komitet Obywatelski „Solidarność” 99 - Pozostali niezależni (KWW) 1 Kluby senackie w trakcie kadencji |
| II       | 25.11.1991 – 31.05.1993 |                | - Unia Demokratyczna 21 - Niezależny Samorządny Związek Zawodowy „Solidarność” 11 - Porozumienie Obywatelskie Centrum 9 - Wyborcza Akcja Katolicka 9 - Polskie Stronnictwo Ludowe Sojusz Programowy 8 - Porozumienie Ludowe 7 - Kongres Liberalno-Demokratyczny 6 - Sojusz Lewicy Demokratycznej 4 - Konfederacja Polski Niepodległej 4 - Partia Chrześcijańskich Demokratów 3 - Pozostałe komitety 18 Kluby senackie w trakcie kadencji |
| III      | 19.09.1993 – 20.10.1997 |                | - Sojusz Lewicy Demokratycznej 37 - Polskie Stronnictwo Ludowe 36 - NSZZ „Solidarność” 9 - Unia Demokratyczna 4 - Bezpartyjny Blok Wspierania Reform 2 - Unia Pracy 2 - Pozostałe komitety 10 Kluby senackie w trakcie kadencji |
| IV       | 20.10.1997 – 18.10.2001 |                | - Akcja Wyborcza Solidarność 51 - Sojusz Lewicy Demokratycznej 28 - Unia Wolności 8 - Ruch Odbudowy Polski 5 - Polskie Stronnictwo Ludowe 3 - Pozostałe komitety 5 Kluby senackie w trakcie kadencji |
| V        | 19.10.2001 – 18.10.2005 |                | - KW Sojusz Lewicy Demokratycznej – Unia Pracy 75 - KWW Blok Senat 2001 15 - KW Polskie Stronnictwo Ludowe 4 - KW Liga Polskich Rodzin 2 - KW Samoobrona Rzeczpospolitej Polskiej 2 - Pozostali niezależni (KWW) 2 Kluby senackie w trakcie kadencji |
| VI       | 19.10.2005 – 4.11.2007  |                | - KW Prawo i Sprawiedliwość 49 - KW Platforma Obywatelska 34 - KW Liga Polskich Rodzin 7 - KW Samoobrona Rzeczpospolitej Polskiej 3 - KW Polskie Stronnictwo Ludowe 2 - Pozostali niezależni (KWW) 5 Kluby senackie w trakcie kadencji |
| VII      | 5.11.2007 – 7.11.2011   |                | - KW Platforma Obywatelska RP 60 - KW Prawo i Sprawiedliwość 39 - KWW Cimoszewicz do Senatu 1 Kluby senackie w trakcie kadencji |
| VIII     | 8.11.2011 – 11.11.2015  |                | - KW Platforma Obywatelska RP 63 - KW Prawo i Sprawiedliwość 31 - KW Polskie Stronnictwo Ludowe 2 - Pozostali niezależni (KWW) 4 Kluby senackie w trakcie kadencji |
| IX       | 12.11.2015 – 11.11.2019 |                | - KW Prawo i Sprawiedliwość 61 - KW Platforma Obywatelska RP 34 - KW Polskie Stronnictwo Ludowe 1 - Senatorowie niezależni (KWW) 4 Kluby senackie w trakcie kadencji |
| X        | 12.11.2019 – 12.11.2023 |                | - KW Prawo i Sprawiedliwość 48 - KW Koalicja Obywatelska 43 - KW Polskie Stronnictwo Ludowe 3 - KW Sojusz Lewicy Demokratycznej 2 - Senatorowie niezależni (KWW) 4 Kluby senackie w trakcie kadencji |
| XI       | 13.11.2023 –            |                | - KW Koalicja Obywatelska 41 - KW Prawo i Sprawiedliwość 34 - KW Nowa Lewica 9 - KW Trzecia Droga 12 - Senatorowie niezależni (KWW) 4 Kluby senackie w trakcie kadencji |

## Uprawnienia Senatu
Do kompetencji Senatu należy:
- zatwierdzanie ustaw uchwalanych przez Sejm
- prawo inicjatywy ustawodawczej
- wyrażanie zgody na zarządzenie przez Prezydenta referendum ogólnokrajowego
- wyrażanie zgody na powołanie przez Sejm:
  - Prezesa Najwyższej Izby Kontroli
  - Rzecznika Praw Obywatelskich
  - Rzecznika Praw Dziecka
  - Prezesa Urzędu Ochrony Danych Osobowych
  - Prezesa Instytutu Pamięci Narodowej
- podejmowanie uchwał w sprawie przyjęcia lub odrzucenia sprawozdania:
  - Krajowej Rady Radiofonii i Telewizji
  - Trybunału Konstytucyjnego
  - Pierwszego Prezesa Sądu Najwyższego
  - Rzecznika Praw Obywatelskich
  - Rzecznika Praw Dziecka
  - Prezesa Instytutu Pamięci Narodowej
- prawo do wystąpienia z wnioskiem do Marszałka Sejmu o przeprowadzenie referendum zatwierdzającego, w przypadku określonym w art. 235 ust. 6 Konstytucji
- powoływanie 2 senatorów wchodzących w skład Krajowej Rady Sądownictwa
- powoływanie 2 członków Kolegium Instytutu Pamięci Narodowej
- powoływanie 3 członków Rady Polityki Pieniężnej
- powoływanie 1 członka Krajowej Rady Radiofonii i Telewizji
- powoływanie 1 członka Państwowej Komisji do spraw wyjaśniania przypadków czynności skierowanych przeciwko wolności seksualnej i obyczajności wobec małoletniego poniżej lat 15
- wraz z Sejmem uchwala ustawę o wyrażeniu zgody na ratyfikację umowy międzynarodowej przekazującej niektóre kompetencje Rzeczpospolitej organizacji międzynarodowej (2/3 głosów w obecności co najmniej połowy ustawowej liczby senatorów)
- wraz z Sejmem uchwala zmiany w Konstytucji RP bezwzględną większością głosów w obecności co najmniej połowy ustawowej liczby senatorów (art. 235 Konstytucji)
- możliwość występowania do Trybunału Konstytucyjnego z wnioskami w sprawach dotyczących zgodności prawa z ustawą.
- wybór ławników Sądu Najwyższego[8].
- poprzez Komisję Spraw Emigracji i Łączności z Polakami za Granicą sprawuje opiekę nad Polonią i dystrybuuje środki dla organizacji polonijnych.

W 2020 na podstawie ustawy z dnia 14 maja 2020 r. o zmianie niektórych ustaw w zakresie działań osłonowych w związku z rozprzestrzenianiem się wirusa SARS-CoV-2 Senat utracił kompetencje do wyrażania zgody na powołanie i odwołanie Prezesa Urzędu Komunikacji Elektronicznej.

## Inne informacje
- Od stycznia 2014 internetowa transmisja z posiedzeń plenarnych Senatu jest uzupełniana tłumaczeniem na język migowy. Polski parlament (w 2012 takie rozwiązanie wdrożył Sejm) jest jednym z pierwszych parlamentów w Europie, które umożliwiły osobom niesłyszącym bieżące zapoznawanie się z przebiegiem swoich obrad[10].